# Gonçalo José Gonçalves dos Santos
Gonçalo José Gonçalves dos Santos, meglio conosciuto come Gonçalo (Lamego, 15 novembre 1986), è un allenatore di calcio ed ex calciatore portoghese, di ruolo centrocampista o difensore, tecnico in seconda del Fulham.

## Carriera
Ha giocato nella prima divisione portoghese ed in quella croata.

## Palmarès

### Club

#### Competizioni nazionali
- Segunda Liga: 1

Estoril Praia: 2011-2012
- Campionato croato: 2

Dinamo Zagabria: 2014-2015, 2015-2016
- Coppa di Croazia: 2

Dinamo Zagabria: 2014-2015, 2015-2016